# 特奥菲洛·库比利亚斯
特奥菲洛·库比利亚斯（西班牙語：Teófilo Cubillas，西班牙語發音：[teˈofilo kuˈβiʎas]，1949年3月8日—）是一位秘魯前足球运动员，球场位置前腰。在國際足球歷史和統計聯合會（IFFHS）的一次投票中被票选为秘鲁最伟大的球员，其票数也在世界排名前50名以内。他最出名的是他的球技、射门、与任意球技巧。